# Legana
Die Legana war ein persisches Volumenmaß für Getreide und trockene Früchte. Neben dem wichtigen Maß, das die Artaba war, gab es die Legana  und die Sabbitha für das gleiche Einsatzgebiet. Alle drei Maße galten nebeneinander. Die Ware wurde aber nach dem Gewicht verkauft.
- 1 Legana = 15 Capichas = 30 Chenicas = 120 Sextarios = 39,3 Liter
- 1 Artaba = 1 ⅔ Leganas = 3288,8 Pariser Kubikzoll = 65,238 Liter